# Huo Tingxiao
Huo Tingxiao (Shaanxi, 27 settembre 1964) è uno scenografo cinese.

## Filmografia
- La vita appesa a un filo (Biān zǒu biān chàng), regia di Chen Kaige (1991)
- Shan bei da shao, regia di Yang Fengliang (1993)
- Fino all'ultimo fuoco (Pào dǎ shuāng dēng), regia di He Ping (1993)
- Addio mia concubina (Bàwáng Bié Jī), regia di Chen Kaige (1993)
- Wing Chun , regia di Yuen Wo Ping (1994)
- L'imperatore e l'assassino (Jīng Kē Cì Qín Wáng), regia di Chen Kaige (1998)
- Mei shi tou zhe le, regia di Yazhou Yang (1998)
- Yeshe Dolma, regia di Xie Fei (2000)
- Hero (Yīngxióng), regia di Zhang Yimou (2002)
- La foresta dei pugnali volanti (Shí miàn mái fú), regia di Zhang Yimou (2004)
- La città proibita (Mǎn chéng jǐn dài huángjīn jiǎ), regia di Zhang Yimou (2006)
- Mai tian, regia di He Ping (2009)
- True Legend (Sū Qǐ Ér), regia di Yuen Wo Ping (2010)
- Aftershock (Tángshān Dà Dìzhèn), regia di Feng Xiaogang (2010)
- Jin Huang Cheng, regia di Hu Mei (2019)
- Black Dog (Gǒu zhèn), regia di Guan Hu (2024)

## Riconoscimenti
- 2004 - Golden Rooster Awards
  - Miglior scenografia per La foresta dei pugnali volanti

- 2004 - National Board of Review
  - Premio speciale per la scenografia per La foresta dei pugnali volanti[3]